# Euryglossina fuscescens
Euryglossina fuscescens är en biart som beskrevs av Cockerell 1929. Euryglossina fuscescens ingår i släktet Euryglossina och familjen korttungebin. Inga underarter finns listade i Catalogue of Life.

## Bildgalleri

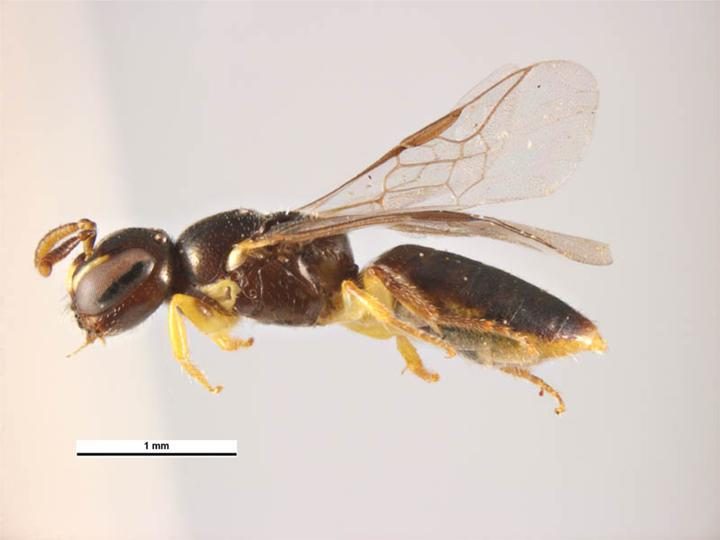
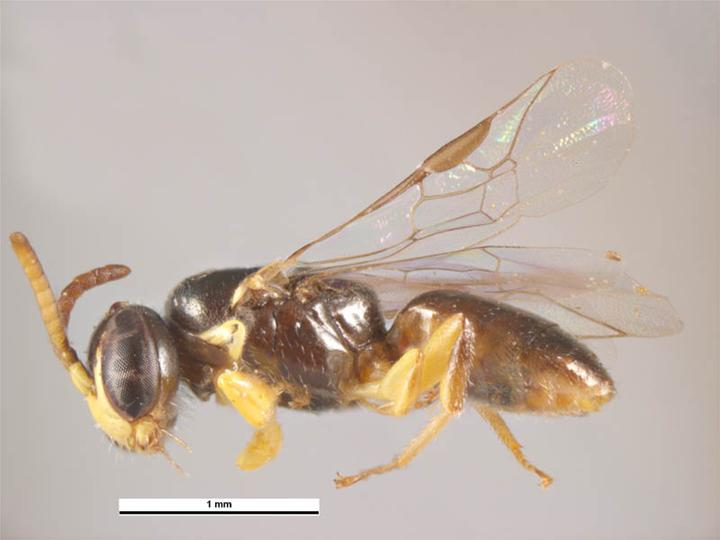